# غدة دهنية
الغدد الدُّهنية أو الغُدد الزُهْمية أو الغدد الشَّحمية (بالإنجليزية: Sebaceous glands)‏ وتُسمى أيضًا الغُدد الزيتية (بالإنجليزية: Oil glands)‏، هي غُدد مجهرية خارجية الإفراز، تتواجد في الجلد، حيث تُفرز مادة شمعية أو زيتية تُسمى الدُهْن أو الزُهْم (بالإنجليزية: Sebum)‏، والتي تُشَحِّم وتُشمع جلد وشعر الثدييات. تتواجد الغدد الدهنية في البشر بأعدادٍ كبيرة في الوجه وفروة الرأس، وأيضًا تتواجد في جميع أجزاء الجلد ما عدا راحة اليد وأخمص القدم. يُشار إلى النوع الإفرازي لهذه الغدد بالمُنفَرِزَة.
تُعتبر غدد ميبوميوس في الجُفون من أنواعِ الغدد الدُهنية التي تفرز نوعًا خاصًا من الدُهْن في الدموع، وأيضًا غدد الهالة هي غددٌ دُهنية تُوجد في الهالة المُحيطة بحلمة الأنثى. بقع فوردايس هي غدد دُهنية مُنتبذة (مغلوطة المَوضع)، تُوجد عادةً في الشفاه واللثة والوجنتين الداخليتين والأعضاء الجنسية. هُناك ما يُسمى بالغُدد القُلْفية أو غدد تيسون، وهي غُددٌ دهنية مُعدلة، تُوجد في الأعضاء التناسلية في كلا الجنسين لدى الفئران والجرذان.
هُناك العديد من الحالات الطِبية المُرتبطة، وتشمل حب الشباب المُتضمن للدُهْن والأكياس الدُهنية وفرط التَّنَسُّج والغُدُّوم الدُهني. عادةً ما يُعزى السبب في جميعُ هذه الحالات إلى فرطِ نشاط الغُدد الدُهنية، حيثُ تفرز كمياتٍ زائدة من الدُهْن.

## الهيكل

### الموقع
تُوجد الغدد الدهنية في جميع أجزاءِ الجلد باستثناء راحة اليد وأخمصِ القدم. هُناك نوعان من الغدد الدُهنية، نوعٌ مٌتصلٌ بجريبات الشعرة في الوحدات الشعرية الدُهنية، ونوعٌ موجودٌ بشكلٍ مُستقل.
تتواجد الغدد الدُهنية في مناطق مُغطاة بالشعر، حيثُ ترتبط في هذه المناطق مع جريبات الشعر، وقد تُحيط غُدة واحدة أو أكثر بجريب الشعرة، والغُدد نفسها مُحاطة بالعَضلة المُقِفَّة للشَّعرة. تمتلك الغدد الدُهنية هيكل عُنَيبي شَبيه بالتوت كثير الفصوص، حيثُ تتفرع عدة غُدد من قناة مركزية. مقارنةً بالخلايا الكيراتينية التي تُشكل جُريبات الشعر، فإنَّ الغدد الدهنية تتكون من خلايا ضخمة ذات حويصلات كبيرة تحتوي على الدُهْن، وتُظهر هذه الخلايا قنوات أيونية لأيونات الصوديوم والكلوريد، وتُظهر أيضًا قناة الصوديوم الظهارية (ENaC) ومنظم موصلية التليف الكيسي عبر الغشاء (CFTR).
تُرسب الغدد الدُهْن على الشَعر، ثم تنقلهُ إلى سطح الجلد على طول ساق الشعرة. الوحدة الشعرية الدُهنية هي انغلاف بَشري يتكون من الشعرة وجريبها والعضلة المُقِقة لها والغدة الدُهنية.
تتواجد الغدد الدُهنية أيضًا في مناطق خاليةٍ من الشعر في الجفون والأنف والقضيب والشفرين الصغيرين والحلمة والغشاء المخاطي الداخلي للوجنتين، وبعضُها تمتلك أسماءً فريدة مُميزة لها، فمثلًا الغدد الدُهنية في الشفاه والغشاء المخاطي للوجنتين والأعضاء التناسلية، تُعرف باسم بقع فوردايس، والغدد الدهنية في الجفون تُسمى بغدد ميبوميوس، أما الغدد الدُهنية في الثدي فتسمى غدد الهالة (أو غدد مونتغمري).

### التطور
تظهر الغدد الدُهنية للمرةِ الأولى ما بين الأسبوع الثالث عشر والسادس عشر من تطور الجنين، حيثُ تظهر على شكلِ انتفاخاتٍ من جريباتِ الشعر. تتطور الغدد الدهنية من الأديم الظاهر وهو نفس النسيج الذي تتطور منه بشرة الجلد. يؤدي التعبير المفرط لعوامل التأشير Wnt وMyc وSHH إلى زيادةِ احتماليةِ وجودِ الغدد الدُهنية.
تُفرز الغدد الدهنية في جنين الإنسان مادة تُسمى بالطلاء الدُهني، وهي مادة شمعية شفافة بيضاء تُغطي جلد الرُضع. أما بعد الولادة، فإنَّ نشاط الغدد الدهنية يقل حتى يكاد أنَّ لا يكون لها أيُ نشاطٍ خلال الفترة العمرية من 2 إلى 6 سنوات، وبعد ذلك يزداد نشاط هذه الغدد إلى الذروة في مرحلة البلوغ؛ بسبب ارتفاع مستويات الأندروجينات.

## الوظيفة

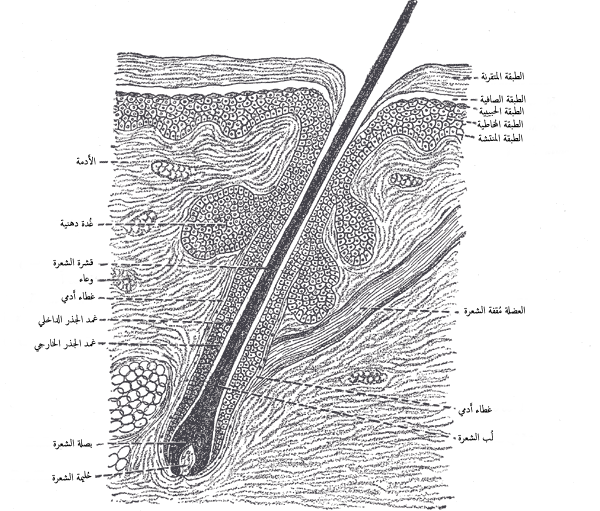
جُريب شعرة مع الهياكل المرتبطة به (تظهر الغُدة الدهنية إلى اليسار)

تُفرز الغدد الدهنية مادةً زيتية شَمعية تُسمى الدُهْن أو الزُهم (بالإنجليزية: Sebum)‏ (باللاتينية: Fat) وتعني الوَدَك، وتتكون هذه المادة من ثلاثي الغليسريد وإستر الشمع وسكوالين والنواتج الأيضية للخلايا المُنتجة للدهون. يُساعد الدُهْن في تشحيم جلد وشعر الثدييات وجَعلِها مقاومةً للماء. تَلعب الإفرازات الدُهنية بالاشتراك مع الغددِ المفترزة دورًا هامًا في عمليةِ التنظيم الحراري. في الحالات الحارة، تَستَحلِبُ الإفرازاتُ العَرق الناتج عن الغدد العرقية المفرزة، وهذا بدورهِ يُنتج صحيفةً عرقية لا تُفقدُ بسهولةٍ في قطراتِ العرق، مما يساعدُ في تأخير حدوثِ الجَفاف، أما في الحالات الباردة، فإنَّ طبيعة الدُهْن تُصبحُ أكثرَ دُهنيةً وتُغطي الشعر والجلد، مما يُساعد في صدِ المطر بفعالية.
يُنتج الدُهْن بعمليةٍ منفرزة، حيثُ تتمزقُ وتَتَفكك الخلايا ضمنَ الغدة الدُهنية مُطلقةً الدُهْن، كما تُفرزُ بقايا الخلايا جنبًا إلى جنب مع الدُهن، وفيما بعد تُستبدلُ الخلايا باستمرار بواسطة الانقسام المتساوي عندَ قاعدة القناة.

### الدهن

البُنية الكيميائية العامة لثلاثي الغليسريد، والذي يُعتبر من أهم مكونات الدُهْن

يَتكون الدُهْن (الزُهْم) الذي تفرزهُ الغدة الدُهنية في الإنسان بشكلٍ أساسي مِن ثلاثي الغليسريد (~41٪) وإسترات الشمع (~26٪) والسكوالين (~12٪) وأحماض دهنية حُرة (~16٪). يختلف تركيب الدُهْن باختلاف أنواع الكائنات. تُعتبر إسترات الشمع والسكوالين فريدةً من نوعِها في الدُهْن، ولا تنتج كمُنتجاتٍ نهائية في أيِ مكانٍ آخرٍ في الجسم. حمض السابينيك هو حمض دُهني مُتعلق بالدُهْن المُفرز من الغدد العرقية، وهو فريد للبَشر، ويلعب دورًا في تطوير حب الشباب. على الرغم من أنَّ الدُهْن عديم الرائحة، إلا أنَّ تكسيره بواسطه البكتيريا يُمكن أن يُنتج روائح قوية.
تؤثر الهرمونات التناسلية على مُعدلِ إفرازِ الدُهْن، حيثُ تؤثر الأندروجينات مثل التستوستيرون عبر تحفيز إفراز الدُهْن، أما الإستروجينات فتثبط إفرازه. يعملُ الديهدروتستوستيرون كأندروجينٍ أساسي في البروستاتا وجريبات الشَعر.

### الوظيفة المناعية والتغذية
الغُدة الدُهنية هي جُزء من الجهاز اللحافي وتُساعد في حماية الجِسم من الجراثيم، حيثُ تفرز الغُدة الدهنية أحماضًا تُشكل رداء الحمض، وهو غشاء حمضي قليلًا، رقيق جدًا، يعمل حاجزًا على سطح الجلد ضد البكتيريا والفيروسات وغيرها من المُلوثات المحتملة التي قد تخترق الجلد. تبلغ درجة حموضة الجلد بين 4.5 حتى 6.2، وتُساعد هذه الحُموضة على معادلةِ الطبيعةِ القلوية للمُلوثات.

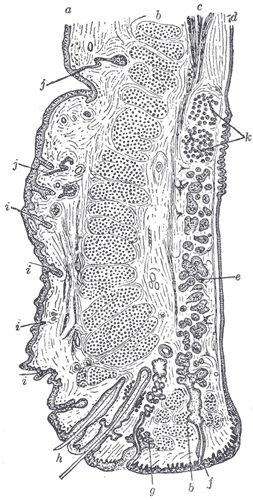
مقطع سهمي من خلال الجفن العلوي (مُشار إلى الغُدة الدهنية بحرف g)

تُساهم الليبيدات الدُهنية مساهمةً هامة في الحفاظ على سلامةِ الحاجز الجِلدي، كما تُظهر خصائصًا سابقةً للالتهاب وأخرى مضادةً له. قد يعمل الدُهْن كنظامٍ ناقلٍ لمضادات التأكسد ومضادات الميكروبات الليبيدية والفيرومونات ولتمييه الطبقة المتقرنة. تمتلك الأحماض الدُهنية غير الذائبة الموجودة في الدُهن نشاطًا واسعًا مُضادًا للميكروبات. علاوةً على هذا، فإنَّ إفرازات الغُدة الدهنية تُزود الطبقات العلوية لجلد الوجه بفيتامين إي.

### غدد دهنية فريدة
أثناءَ الأشهرِ الثلاثةِ الأخيرة من تطوير الجنين، تقومُ الغدد الدهنية في الجنين بإفراز الطلاء الدهني، وهو مادة شَمعية بيضاء تُغطي الجلد لحمايته من السائِل السلوي.
تتواجد غدد الهالة في الهالة التي تُحيط بالحلمة في ثدي الإناث، حيثُ تفرز هذه الغدد سائِلًا زيتي يُشحمُ الحَلمة، كما تُفرز أيضًا مُركباتٍ مُتطايرة تعمل على تحفيز حاسة الشَم في المواليد الجُدد. تُسمى هذه الغدد أثناء الحَمل والرضاعة بغدد مونتغمري، وتكون كبيرة الحجم.
تُوجد غدد ميبوميوس في الجفون، وتُفرز على العين شكلًا من الدُهْن يُسمى ميبوم، حيثُ يعمل بشكلٍ أساسي على تقليل تبخر الدموع، وأيضًا يُساعد في إنشاء قفل مُحكم عند إغلاق العينين، كما تُساعد جودة الدُهون فيه على منع التصاق الجفون ببعضها البعض. تُعرف غدد ميبوميوس أيضًا باسم «الغدد الجفنية» و«غدد الجفن» و«غدد زايس». ترتبط غدد ميبوميوس مباشرةً بجريبات أهداب العين، حيثُ تترتب طوليًا ضمن الصفائح الجفنية.
بقع فوردايس (أو حبيبات فوردايس) هي غدد دُهنية مُنتبذةَ تُوجد في الأعضاء التناسلية والغشاء المخاطي الفموي، وتظهر على شكل دخينات بيضاء مُصفرة (بقع حليبية).
يتكون شمع الأذن (الصِمْلاَخ) بشكلٍ جزئي من الدُهْن المُنتج بواسطة الغدد الدهنية الموجودة بالقُرب من قناة الأذن، حيثُ أنَّ هذه الإفرازات لزجة وذات محتوى عالٍ من الليبيدات، والتي تُساعد في تَشحيم الأذن بشكلٍ جيد.

## الأهمية السريرية

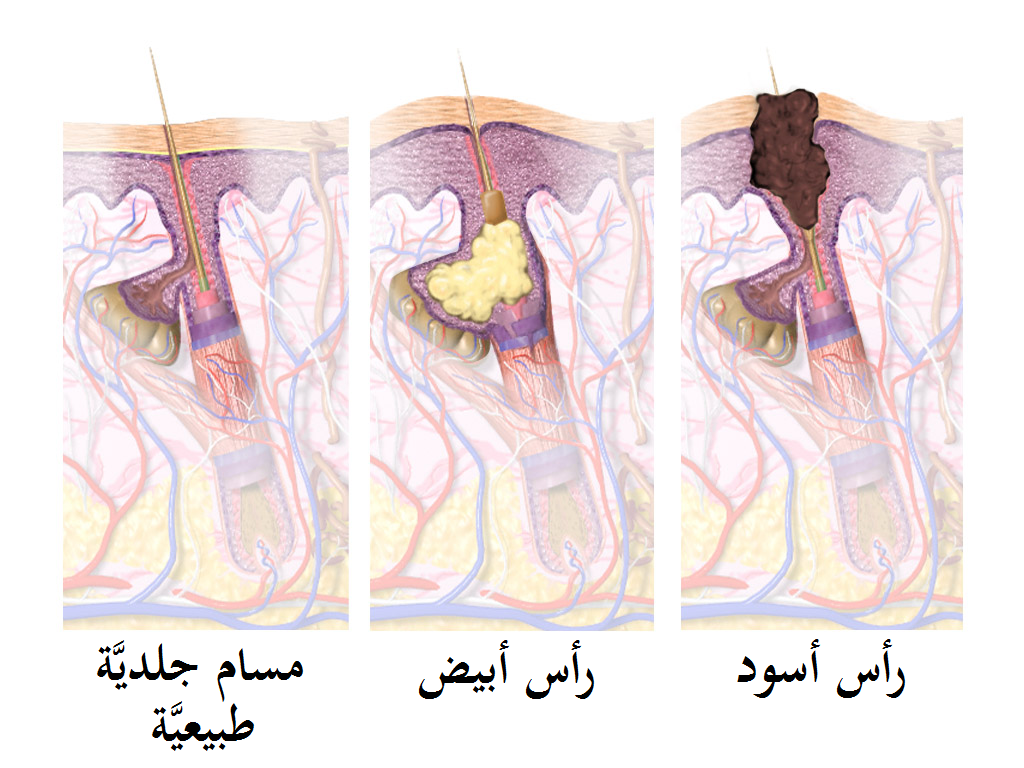
حالات الغُدد الدُهنية

تَدخل الغدد الدُهنية في عددٍ من المشاكل الجلدية مثل حب الشباب والتقران الشعري، كما يُمكن أن يؤدي وجود الدُهْن والكيراتين في مسامِ الجلد إلى حدوثِ سدادةٍ فرط تقرانية تُسمى الزؤان.

### حب الشباب
حب الشباب هو مشكلة شائعةً جدًا، خاصةً خلال مرحلة البلوغ لدى المراهقين، وهي ترتبط مع زيادة إنتاج الدُهْن نتيجةً لعواملَ هرمونية، كما قد تؤدي زيادةُ إنتاجهِ إلى انسداد قناةِ الغدة الدُهنية، وهذا قد يُسبب الزؤان (يُسمى أيضًا الرأس الأسود أو الرأس الأبيض)، والذي يؤدي إلى العدوى، خاصةً بالبكتيريا البروبيونية العُدية، مما يُسبب التهاب الزؤان، والذي فيما بعد يتغير إلى حب الشباب المعروف. يحدث الزؤان عادةً في المناطق كثيرة الغدد الدُهنية، وخاصةً في الوجه والأكتاف وأعلى الصدر والظهر، والزؤان قد يكون أسودًا أو أبيضًا، وذلك اعتمادًا على إذا ما كانت الوحدة الشعرية الدُهنية مُغلقة بشكلٍ كامل أم فقط الإغلاق في قناة الدُهْن. عادةً ما يُخلط بين الرؤوس البيضاء والخيوط الدُهنية والتي هي عبارة عن تجمعاتٍ صغيرة من الدُهن وخلايا الجلد الميتة حولَ جريبات الشعر.
تتوافر العديد من العلاجات لحب الشباب، ابتداءً من تقليل السُكريات في الغذاء إلى العلاجِ بالأدوية والتي تتضمن المضادات الحيوية وبيروكسيد البنزويل وأشباه الراتينيات والهرمونات. تُقلل أشباه الراتينيات من كمية الدُهن المُنتجة بواسطة الغدد الدُهنية. في حال فشلِ العلاجات المُعتادة، فغالبًا ما تكون السبب هيَ السوسة الدويدية.

### أخرى

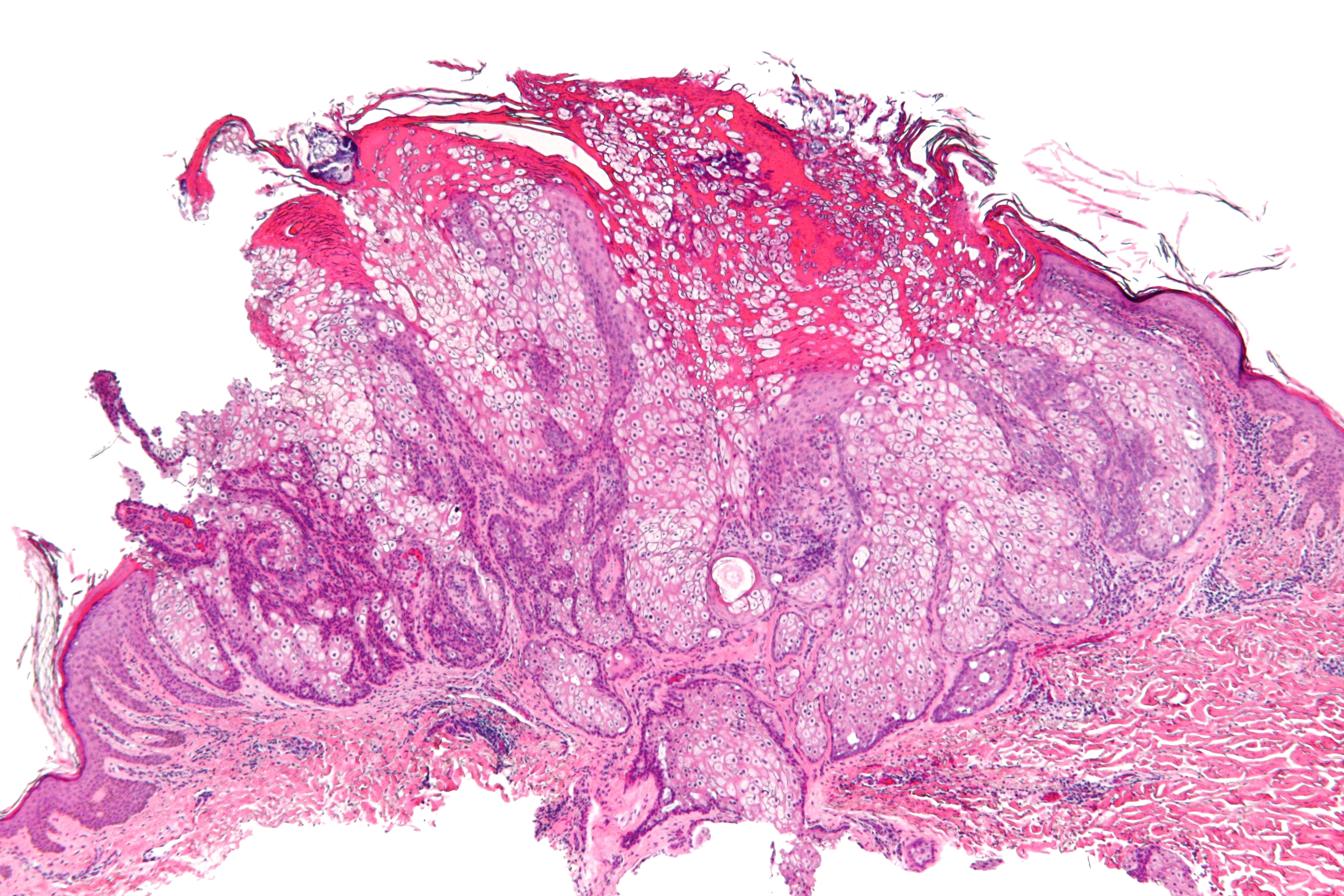
صورة مجهرية للورم الغدي الدهني، باستعمال صبغة الهيماتوكسيلين واليوزين.

تشمل الحالات الأخرى المُتضمنة للغدد الدهنية:
- المَثّ أو السيلان الدُهني، يشير إلى فرطِ نشاط الغدد الدُهنية، مُؤديةً إلى تزيُتِ الجلد[12] أو الشعر.[32]
- فرطُ التنسج الدهني، يُشير إلى تكاثرٍ مُفرط في خلايا الغدد الدهنية، ويظهرُ مجهريًا على شكل حطاطاتٍ على الجلد، وخاصةً في جبهة الرأس والأنف والوجنتين.[53]
- التهاب الجلد الدهني، هو التهابٌ جلديٌ مزمن عادةً ما يكون بسيطا، حيث يؤدي إلى تغييراتٍ في الغدد الدهنية.[54] قد يحدث التهاب الجلد الدهني في الرُضع حديثي الولادة على شكلِ قبعة المهد.
- الصَدَفية المَثِّية أو المُثَاث،[55] هي حالةٌ جلدية تتميز بوجود صدفية مُتداخلة مع التهاب الجلد الدهني.[10]:193
- الورم الغدي الدُهني أو الغدوم الدهني، هو ورم حميد بطيء النمو، نادرًا ما يكون سابقًا لمتلازمة سرطانية تُعرف باسم متلازمة موير تور.[12]
- السرطانة الدُهنية، هو ورمٌ جلدي عدوانيٌ غير شائعِ الحدوث.[56]
- الكيس الدهني، هو مُصطلحٌ يُشيرَ إلى كلٍ من الكيسة البشرانية والكيسة الشعرية، وذلك على الرغم من أنَّ كليهما لا يحتويانِ على الدُهْن، ولكن يحتويان على الكيراتين فقط، وأيضًا لا ينشأ هذا الكيس في الغدد الدهنية، وبالتالي لا تُعتبر أكياسًا دُهنيةً حقيقة. يندُرُ حدوث الكيس الدُهني الحقيقي، ويُعرف باسم الورم الكيسي الدُهني.[57]
- العُد الوردي، هي حالة جلدية تتميزُ بفرطِ نمو الغدد الدهنية.[55]

## التاريخ
كلمةُ "sebaceous" تعني «يتكون من الدُهْن»، وقد استعملت للمرةَ الأولى عام 1728 وهي مُشتقة من الكلمة اللاتينية للشحم الحيواني (Tallow). وُثقَ استعمالُ مُصطلح «الغدد الدُهنية» منذُ عام 1746 على الأقل بواسطةِ جان أستروك، والذي عرفها بأنها «...الغددُ التي تفصلُ الدهون.»،:viii وقد وصفها في تجويف الفم وعلى الرأس والجفن والأذن، ومن ثم أقرَت واعتمدت عالميًا.:22–25. وصفها جان بأنها محصورة في «الحيوانات الصغيرة» حيثُ تتواجد في قنواتِ الطرح،:64 ووصفَ وجودها في تجويف الفم بأنهُ ناجمٌ عن التهاب الفم القلاعي، حيثُ ذكر «تُفرز هذه الغدد طبيعيًا خلَطًا لزجًا، والذي يكون مُختلف الألوان والتماسك... وبشكلٍ طبيعي يكون خفيفًا جدًا وبلسميكيًا، ويهدفُ إلى ترطيب وتشحيم الفم»:85–86. في كتابِ أساسياتِ علم وظائف الأعضاء (1834)، ذكر أندرو كومب أنَّ هذه الغدد لا تتواجد في راحة اليد أو أخمص القدم.

## في الحيوانات
الغدد القُلفية في الفئران والجرذان، هي غُددٌ دهنية مُعدلة كَبيرة، تنتجُ الفيرومونات التي تُستعمل في تحديدِ منطقة الحيوان. تمتلك هذه الغُدد بالإضافة إلى غددِ الرائحة في خواصرِ الأقداد (الهامسترات) تركيبًا مشابهًا لغدد الإنسان الدُهنية، حيثُ تستجيبُ للأندروجين، وبالتالي تستعملُ كأساسٍ في الأبحاث والدراسات. بعضُ أنواعِ الخفاشيات والتي تتضمن الخفاش المكسيكي حُر الذيل، تمتلكُ غدةً دهنيةً خاصةُ توجدُ في الحلق وتسُمى «الغُدة الحلقية»، وتوجدُ هذه الغدة في الذكور أكثر من الإناث، ويُفترض أنَّ إفرازاتِ هذه الغدة تستعمل كعلاماتِ الرائحة.
التهاب الغدة الدهنية هو مرض مناعي ذاتي يُؤثرُ على الغدد الدُهنية، ويحدثُ غالبًا في الكلاب وخاصةً البطباط وأكيتا، ويعتقدُ بشكلٍ عام أنهُ يتبع لنمطِ الوراثة الجسمية المتنحية. وُصف هذا المرض أيضًا في القطط، ووصفَ مرةً واحدةً في الأرانب، حيثُ يؤثر على هذه الحيوانات، مؤديًا لفقدان شعرها، وذلك على الرغم من الاختلاف الكبير في طبيعة وتوزيع الشعر في هذه الحيوانات.

## كتب
- Richard A. Ellis; William Montagna; Alene F. Silver (2013). The Sebaceous Glands [الغدد الدهنية] (بالإنجليزية). Elsevier. ISBN:9781483279176.
- LESLIE P. GARTNER; JAMES L. HIATT (2011). Concise Histology [المختصر في علم الأنسجة] (بالإنجليزية). Philadelphia: Elsevier. ISBN:9780702031144.
- Ashton Acton (2012). Sebaceous Gland Diseases [أمراض الغدد الدهنية] (بالإنجليزية). Elsevier. ISBN:9781481636711.

## وصلات خارجية
- Sebaceous+Glands في المكتبة الوطنية الأمريكية للطب نظام فهرسة المواضيع الطبية (MeSH).

- صور نسيجية: 08801loa — نظام تعلم علم الأنسجة في جامعة بوسطن - «جلد: فروة الرأس»